# Polittico di San Martino (Lattanzio da Rimini)
Il Polittico di San Martino è un dipinto olio su tavola composto su cinque tavole di Lattanzio da Rimini conservato nella chiesa di San Martino della Goggia. Il dipinto è uno dei pochi che l'artista ha firmato: LATANTIUS ARIMINENS, la data non è più leggibile.

## Storia
Il territorio di Bergamo e della sua provincia, conserva molte opere eseguite negli ultimi decenni del Quattrocento e i primi del Cinquecento da artisti veneziani, lavori che sono conosciuti come i tesori dei migranti, erano infatti molti i bergamaschi valligiani che dalla val Brembana e val Seriana cercarono fortuna nella città lagunare e dopo aver raggiunto una certa agiatezza, commissionavano opere agli artisti importanti presenti nella città di Venezia che dovevano abbellire le chiese dei luoghi d'origine, non era solo un desiderio devozionale, ma era anche un modo per testimoniare d'aver raggiunto una buona posizione sociale. Vi furono anche artisti veneziani, che invece scelsero proprio di raggiungere la città orobica e di creare sul luogo importanti opere, tra questi Lorenzo Lotto. La val Brembana accolse opere d'ispirazione belliniana, mentre quella Seriana opere di scuola muranese. Lattanzio da Rimini risponde a questo essendo stato allievo di Giovanni Bellini con il quale collaborò ai decori del sala del Maggior Consiglio, e del quale si onorava di poter indicare nella firma: discipulus Johannis Bellini.

L'archivio conserva i documenti relativi alla committenza, furono infatti i rappresentanti di una confraternita di migranti che si erano spostati a Venezia per lavoro a commissionare l'opera. Il primo documento è del 1499 e indica la volontà di ordinare una pala d'altare per la quale furono stanziati 225 ducati d'oro, sufficienti per chiederne la realizzazione da uno dei tanti importanti pittori presenti a Venezia. I personaggi si riunirono per decidere la commissione della cornice ad Alessandro da Caravaggio, e nel 1500 fu ordinata l'opera a Lattanzio, che la doveva eseguire in diciotto mesi al costo di 80 ducati. 
 Veniva quindi richiesto che la pala fosse bella almeno come quella presente nella chiesa di San Giovanni in Bragora eseguita da Cima da Conegliano. 

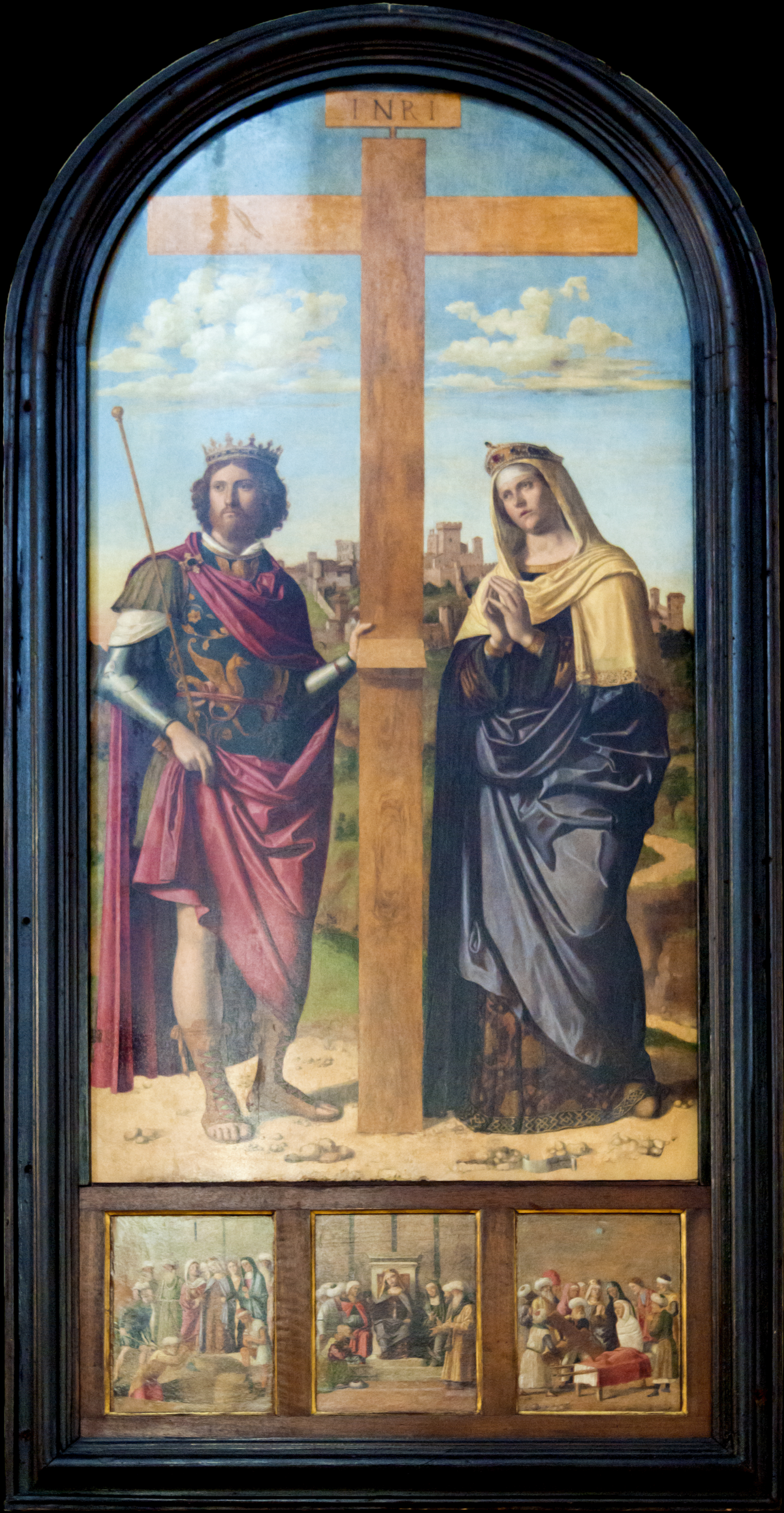
Cima da Conegliano, pala della chiesa di San Giovanni in Bragora

 Il contratto sia della cornice che del dipinto indicavano che l'opera completa doveva essere portata all'estrema terra ferma, la terra bergamasca era infatti il fronte più a ovest del territorio veneziano. Dovettero i due artisti provvedere al trasporto del dipinto e a controllare che fosse posto correttamente come pala d'altare. Il viaggio fu sicuramente difficoltoso. L'opera fu prima caricata su mezzi navigabili che dall'Adriatico arrivarono fino al Po, e da qui all'Adda. Vi era poi da attraversare molta strada via terra e il dipinto fu caricato sui carri portati da buoi e poi su muli. Questo era il motivo che faceva scegliere la realizzazione di pale composte da più tavole piuttosto che un dipinto unico che sarebbe stato troppo pesante per il viaggio. Per questo motivo nelle valli bergamasche la realizzazione di polittici proseguì anche quando ormai a Venezia non si usavano più.
L'opera, originariamente posta come pala dell'altare maggiore, è conservata a sinistra della zona presbiteriale, dove fu posto nei primi anni del Novecento.

## Descrizione
Il polittico si compone di cinque pannelli disposti su due ordini. Originariamente vi erano ulteriori tre tavole di cui una raffigurante la Pietà e la cornice originale fu poi cambiata. 
La sezione centrale del polittico conserva la tavola centinata raffigurante san Martino sul suo cavallo, nell'atto di avvolgere con la metà del proprio mantello il mendicante, mentre l'altra metà rimane sulle sue spalle. I personaggi sono posti su una pavimentazione spoglia, accanto a loro un albero frondoso carico di uccellini e sullo sfondo personaggi che si avviano verso gli edifici. Le colline boschive e alture spigolose completano il paesaggio. I quattro pannelli laterali ospitano le immagini di quattro copie di santi. Nella prima tavola a sinistra vi sono i santi Pietro e Paolo e corrispondente nella tavola di destra, i santi Giacomo Maggiore e Giovanni Evangelista sono tutti dipinti a figura intera con il muretto posto nella parte inferiore in pietra che si collega con la tavola centrale. i santi sono indossano una semplice cappa che li copre fino ai piedi e che copre una camicia bianca.  Un ampio mantello avvolte i santi.
Le due tavole poste sull'ordine superiore raffigurano a destra sant'Antonio di Padova e san Michele arcangelo a sinistra e corrispondenti a destra san Bernardo da Chiaravalle e san Giovanni Battista. Questi sono raffigurati a mezzo busto, con lo sfondo raffigurante il cielo nuvoloso. I personaggi sono raffigurati molto rigidi, ricordano i lavori del Carpaccio. 
Il polittico è il primo a raggiungere la valle che non presenta la classica posizione dei santi impostati su uno sfondo dorato, e la pittura dell'ambiente diventa una novitàl pur essendo una raffigurazione fantasiosa anche se composta da elementi reali.